# Kutlaș, Hust
Kutlaș (în ucraineană Кутлаш) este un sat în comuna Horinciovo din raionul Hust, regiunea Transcarpatia, Ucraina.

## Demografie
Componența lingvistică a localității Kutlaș
     Ucraineană (100%)
Conform recensământului din 2001, toată populația localității Kutlaș era vorbitoare de ucraineană (100%).